# Miroslav Hudeček
Miroslav Hudeček [v jmenném rejstříku FS 69-71 uváděn chybně jako Miloslav Hudeček] (* 26. prosince 1915 – 24. prosince 1988) byl český a československý politik Československé strany lidové a poslanec Sněmovny národů Federálního shromáždění a České národní rady za normalizace.

## Biografie
Po provedení federalizace Československa usedl do Sněmovny národů Federálního shromáždění. Mandát nabyl až dodatečně v březnu 1971 (slib složil až v červenci 1971) po jedné z vln čistek po invazi vojsk Varšavské smlouvy do Československa. Do federálního parlamentu ho nominovala Česká národní rada, v níž rovněž zasedl v té době (prosinec 1969).
K roku 1971 a 1976 se profesně uvádí jako vedoucí odbytu.
Mandát ve Federálním shromáždění obhájil ve volbách roku 1971 (volební obvod Jihomoravský kraj), volbách roku 1976 (obvod Brno-město-jihovýchod) a volbách roku 1981 (obvod Brno-město II) a ve federálním parlamentu setrval až do konce funkčního období, tedy do voleb roku 1986.